# 衛生及社會關懷部
衛生及社會關懷部（英語：Department of Health and Social Care，簡稱） 是一個英國政府部門，負責制定公共衛生政策及有關成人的社會工作（除非涉及威爾斯、蘇格蘭及北愛爾蘭的自治事宜）。除此之外，該部亦會監督國民保健署的運作及決策。
該部門由衛生及社會關懷大臣領導，並由兩名國務大臣、兩名政務次官及多名高級公務員支援。現任大臣為施卓添。

## 職責
衛生及社會關懷部負責以下事務：
- 支持大臣團隊並為其提供建議：幫助各個大臣制定和實施能夠實現政府目標的政策
- 設定方向：預測未來並引領辯論，保護和改善全球和國內衛生
- 問責：確保部門和屬下獨立機構履行已經商定的計劃和承諾
- 充當健康和護理框架的守護者：確保立法、財務、行政和政策框架符合目的並共同努力
- 排除故障：作為最後的手段，公眾和國會期望該部採取必要的行動來解決關鍵和複雜的問題

## 大臣團隊
截止2024年7月，衛生及社會關懷部的官方大臣如下：
| 職位                               | 大臣                   |
| ---------------------------------- | ---------------------- |
| 衛生及社會關懷大臣                 | 施卓添 議員閣下        |
| 衛生國務大臣                       | 卡琳·史密斯 議員       |
| 社會關懷國務大臣                   | 斯蒂芬·金諾克 議員     |
| 公共衛生及疾病預防政務次官         | 安德魯·格恩 議員       |
| 病人安全婦女健康及精神健康政務次官 | 吉莉安·梅倫女男爵 閣下 |